# 2003 TJ58
2003 TJ58, também escrito como 2003 TJ58, é um objeto transnetuniano (TNO) que está localizado no cinturão de Kuiper, uma região do Sistema Solar. Ele é classificado como um cubewano. O mesmo possui uma magnitude absoluta de 8,0 e tem um diâmetro estimado com cerca de 65 km. Este corpo celeste é um sistema binário, o outro componente, o S/2007 (2003 TJ58) 1, possui um diâmetro estimado em cerca de 51 km.

## Descoberta
2003 TJ58 foi descoberto no dia 3 de outubro de 2003 através do Observatório de Mauna Kea que está situado no Havaí.

## Órbita
A órbita de 2003 TJ58 tem uma excentricidade de 0,088 e possui um semieixo maior de 44,537 UA. O seu periélio leva o mesmo a uma distância de 40,627 UA em relação ao Sol e seu afélio a 48,448 UA.